# Nanos (meseta)
Nanos (en italiano: Monte Re)  es una meseta kárstica de piedra caliza en la frontera oriental de la Carniola Interior en el suroeste de Eslovenia.

## Geografía
La meseta tiene unos 6 kilómetros de ancho y 12 km de largo en la extensión norte de los Alpes Dináricos. El punto más alto de la meseta es el Pico Seco (esloveno: Suhi vrh, 1.313 metros o 4.308 pies). La meseta es atravesada por el sendero de montaña esloveno, el camino más antiguo de interconexión en Eslovenia. El destino más popular en Nanos y parte del sendero es Pleša Peak (1.262 metros o 4.140 pies) con el Vojko Lodge (esloveno: Vojkova koča, llamado así por el partisano esloveno Janko Premrl, a.k.a. Vojko) por debajo de su cumbre. En 1987, las laderas meridional y occidental de Nanos fueron declaradas parque regional con una superficie de 2.632 hectáreas (6.500 acres).

## Historia
En la Antigüedad, Nanos era conocido como Ocra. Strabo lo consideraba el último pico de los Alpes. En el siglo I, el paso en Nanos era una ruta importante para el tráfico civil y militar de Trieste (Tergeste) a Ljubljana (Emona) y más allá a Carnuntum en el Danubio. Perdió su importancia cuando un camino más rápido conectó Emona a Aquileia más al norte en el siglo II. Nanos es mencionado como Nanas en la obra de Johann Weikhard von Valvasor en 1689 La Gloria del Ducado de Carniola.
Nanos tiene un importante lugar simbólico en la historia y la identidad de la región de Litoral esloveno.  La organización antifascista insurgente TIGR fue fundada en la meseta Nanos en septiembre de 1927. El 18 de abril de 1942, la Batalla de Nanos tuvo lugar en Nanos. Fue una de las primeras batallas entre la insurgencia partisana en el Litoral esloveno, liderada por Janko Premrl y el Ejército italiano, y fue el comienzo de la lucha por la frontera occidental entre las dos naciones.

## Demografía y economía
Hay alrededor de 35 residentes domiciliados en la meseta de. Recibieron electricidad en 2006. Su producto más valorado es el queso Nanos, producido ya en el siglo XVI y, desde octubre de 2011, denominación de origen protegida. Hoy en día, se fabrica con leche de vaca, aunque antes de la Segunda Guerra Mundial, se hacía de leche de oveja. El número de ovejas en la meseta disminuyó significativamente desde entonces. Los residentes también viven del turismo.

## El transmisor Nanos
El transmisor Nanos es una instalación de radiodifusión FM / DAB / TV que consta de una torre de 50 m, una antena, un poco menos alta, y una antena más pequeña. El edificio del transmisor tiene muchos enlaces de radio. El transmisor Nanos entró en servicio en 1962 y desempeñó un papel importante en la introducción de la televisión en color estándar PAL en la ex Yugoslavia. La instalación fue atacada durante la guerra de la independencia eslovena en 1991.